# British National League 2003/04
Die Saison 2003/04 war die achte Spielzeit der British National League, der zweithöchsten britischen Eishockeyspielklasse. Meister wurden die Guildford Flames.

## Hauptrunde
|    | Klub               | Sp | S  | OTS | U | OTN | N  | Tore    | Punkte |
| -- | ------------------ | -- | -- | --- | - | --- | -- | ------- | ------ |
| 1. | Fife Flyers        | 36 | 21 | 2   | 3 | 3   | 7  | 135:097 | 52     |
| 2. | Guildford Flames   | 36 | 20 | 4   | 0 | 3   | 9  | 136:088 | 51     |
| 3. | Edinburgh Capitals | 36 | 16 | 3   | 2 | 2   | 13 | 143:117 | 42     |
| 4. | Bracknell Bees     | 36 | 11 | 5   | 6 | 1   | 13 | 116:103 | 39     |
| 5. | Newcastle Vipers   | 36 | 14 | 3   | 1 | 2   | 16 | 109:135 | 37     |
| 6. | Dundee Stars       | 36 | 13 | 1   | 3 | 4   | 15 | 112:140 | 35     |
| 7. | Hull Stingrays     | 36 | 3  | 1   | 3 | 4   | 25 | 071:142 | 15     |

## Playoffs

### Zwischenrunde
|    | Klub               | Sp | S | U | N | Tore  | Punkte |
| -- | ------------------ | -- | - | - | - | ----- | ------ |
| 1. | Guildford Flames   | 10 | 6 | 2 | 2 | 33:16 | 14     |
| 2. | Fife Flyers        | 10 | 6 | 1 | 3 | 31:22 | 13     |
| 3. | Bracknell Bees     | 10 | 5 | 1 | 4 | 28:25 | 11     |
| 4. | Edinburgh Capitals | 10 | 4 | 1 | 5 | 31:42 | 9      |
| 5. | Newcastle Vipers   | 10 | 3 | 1 | 6 | 21:31 | 7      |
| 6. | Dundee Stars       | 10 | 2 | 2 | 6 | 29:37 | 6      |

### Halbfinale
- Guildford Flames – Edinburgh Capitals 6:2, 4:3
- Bracknell Bees – Fife Flyers 2:1, 3:2

### Finale
- Guildford Flames – Bracknell Bees 5:4, 4:3